# Колмово

Сферическая панорама Колмова

Ко́лмово — микрорайон города Великий Новгород Новгородской области России.

## Топоним
Возможно, что «Колмово» — финского происхождения.
В древнерусском словаре И. И. Срезневского упоминается слово «коломище», что означает могильник. Срезневский предполагает, что слово «коломище» произошло от финского слова kalma — «могила», а также kolme по-фински означает «три».

## География
Ограничен рекой Волхов, Сырковским шоссе, Рабочей улицей, Лужским шоссе, Большой Санкт-Петербургской улицей, рекой Стипенкой.
Дореволюционный Энциклопедический словарь Ф. А. Брокгауза и И. А. Ефрона описывал Колмова так: «селение Новгородской губернии и уезде, в 3 верстах от Новгорода, по СПб. шоссе, на правом берегу реки Волхова».

## История
В 1386 году в Новгородской летописи было первое упоминание о Колмово. В летописях упоминается одна из сожжёных церквей — церковь святого Михаила на Колмове. Церкви сжигали новгородцы в целях обороны.

### Колмовская больница
Свою историю Колмовская больница начала с 1706 года во времена правления Петра I.
Благодаря новгородскому митрополиту Иова на территории Колмовского монастыря была открыта больница с приютом для незаконнорожденных младенцев.
В 1715 году после посещения приюта, Петр I издал указ о создании подобных учреждений и в других городах России.
В 1783 году (во времена правления Екатерины II) больницу расширили за счёт опустевшего монастыря и создали при ней рабочий и смирительный дома.
В 1863 году начали строительство нового каменного здания больницы.
Вследствие земской реформы Александра II в 1866 году в здании Колмовской больницы был устроен водопровод, духовые печи, большой хозяйственный комплекс, жилые дома для медицинского персонала.
В 1867 году был открыт корпус для душевнобольных. Этажи корпуса были разделены на мужской и женский. В здании были установлены ванны с подводкой горячей и холодной воды. Благоустройство территории включало в себя пруд в два фруктовых сада.
В состав больницы также входил детский приют.
В 1880 году Колмовская больница была полностью перепрофилирована в психиатрическую больницу.
Территория больницы являлась комплексом построек разных назначений: больничных, хозяйственных и жилых. Особое внимание уделялось трудовой деятельности больных.
Больница принимала более 200 пациентов в год. В ней проходил своё лечение известный русский писатель Г. И. Успенский.
В 1890-х годах на территории больницы был построен корпус для платных больных.
В больнице работали известные русские психиатры, такие как Э. Ф. Андриолли, Б. А. Шпаковский, Б. Н. Синани, Н. В. Краинский, А. Л. Фон-Фрикен.
Во время Первой мировой войны часть медицинского персонала ушла на фронт. В одном из корпусов был устроен лазарет на 75 мест для душевнобольных солдат.
В годы Великой Отечественной войны пациенты и медицинский персонал больницы не были эвакуированы. Медперсонал был расстрелян, а пациенты были брошены умирать от голода.
После войны и восстановления Новгородской области Колмовская психиатрическая клиника была перепрофилирована в Новгородскую областную больницу.

## Население
Изначально новгородской земли заселяли финно-угорские племена

## Достопримечательности
- Церковь Успения Пресвятой Богородицы (Колмов монастырь)
- Памятник авиаторам Волховского фронта